# 莫斯 (加利福尼亞州因皮里爾縣)
莫斯（英語：Moss）是位於美國加利福尼亞州因皮里爾縣的一個非建制地區。該地的面積和人口皆未知。

## 地理
莫斯的座標為32°59′52″N 115°24′28″W / 32.99778°N 115.40778°W，而該地的平均海拔高度為-30米（即-98英尺）。